# Llista de trobadors amb música conservada
La poesia trobadoresca està destinada a ser cantada; no a ser llegida. Deixant de banda les obres corresponents a alguns gèneres, com el sirventès, per les quals s'utilitza l'estrofisme i la música d'una altra composició, la majoria de poesies havia de tenir la seva pròpia música original. Malauradament només s'ha transmès un 10% de la música de la poesia trobadoresca: 256 melodies per uns 2.500 textos. La música dels trobadors s'ha conservat sobretot en quatre cançoners: G, R, W i X. Per alguns trobadors es conserven moltes melodies (48 per Guiraut Riquier; 22 per Raimon de Miraval), però per d'altres només se n'ha conservat alguna o cap. També es conserva la música d'algunes poesies anònimes (p. ex. 461,12 A l'entrada del tems clar, eya, molt coneguda i interpretada en la discografia).
La poesia trobadoresca ha estat objecte de moltes gravacions per part de grups o músics especialitzats en música medieval.
Els principals trobadors, les obres dels quals ens han pervingut amb música, són:
- Aimeric de Belenoi
- Aimeric de Peguilhan
- Albertet
- Arnaut Daniel
- Arnaut de Maruelh
- Beatriu de Dia (la Comtessa de Dia)
- Berenguer de Palou
- Bernart de Ventadorn
- Bertran de Born
- Cadenet
- Daude de Prada
- Folquet de Marselha
- Gaucelm Faidit
- Giraut de Bornelh
- Gui d'Ussel
- Guilhem de Saint-Leidier
- Guiraut d'Espanha (però és una peça d'atribució dubtosa)
- Guiraut Riquier
- Jaufré Rudel
- Jordan Bonel de Confolens
- Marcabru
- Peire Cardenal
- Peire d'Alvernha
- Peire de Vic (el monjo de Montaudon)
- Peire Vidal
- Peirol
- Perdigon
- Ponç d'Ortafà
- Pons de Capduelh
- Raimbaut d'Aurenja
- Raimbaut de Vaqueiras
- Raimon Jordan
- Raimon de Miraval
- Rigaut de Berbezilh
- Uc de Saint-Circ
- Uc Brunenc

Del sirventès Ja nuls hom pres non dira sa razon, de Ricard Cor de Lleó, se'n conserva la melodia de la versió francesa en el cançoner francès O.